# Flavio Albanese

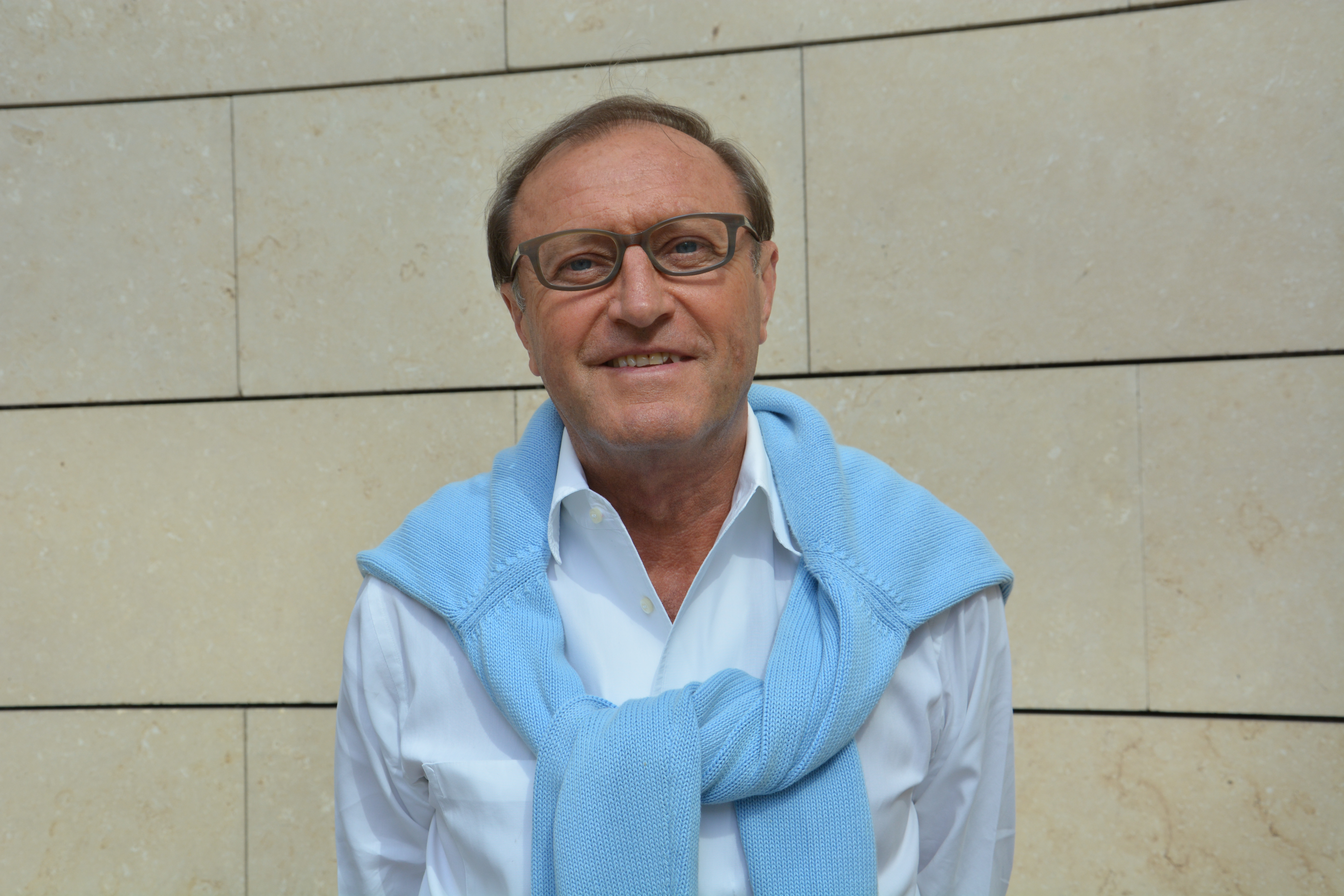
Flavio Albanese 2014

Flavio Albanese (* 28. September 1951 in Mossano) ist ein italienischer Designer, der auf diesem Gebiet seit 1971 Aktivitäten entwickelt, mit dem Einrichtungshaus Driade zusammenarbeitet, sowie Möbelstoffe für die Unternehmen Montanari und Lanerossi entwirft. Seit 1987 nimmt er architektonische Aufgaben wahr: Polytechnikum Palermo, Polytechnikum Padua, Neubau der Unternehmenszentrale des Lautsprecher-Herstellers Sonus Faber (2003) u. v. a.
1988 gründete er das ASA studio albanese, das sich seit 2001 in Vicenza befindet, um als Vorstandsvorsitzender die beiden Felder Design und Architektur zusammenzuführen. Franco Albanese arbeitet dort als Technischer und Geschäftsführender Direktor. Seit 2003 befindet sich das Milaneser Büro in Lambrate, einem Stadtviertel im Nordosten von Milano/Mailand. ASA studio albanese beschäftigt sich mit der Restaurierung von historischen Gebäuden und der Umnutzung von Industriegebieten. Die Ausschreibung für den neuen Flughafen von Pantelleria wurde durch ASA gewonnen.